# ウィムズハースト式誘導起電機

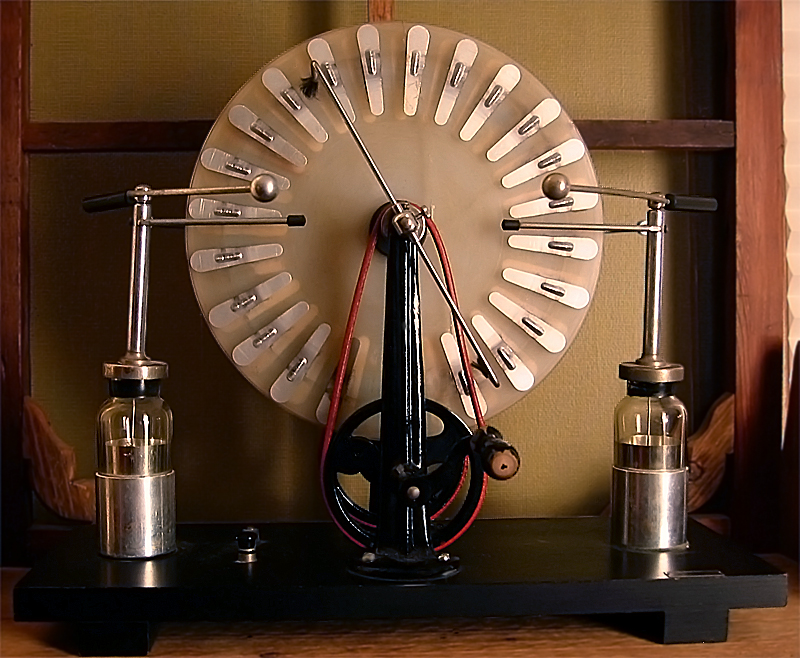
ウィムズハースト式誘導起電と、付属する2つのライデン瓶

ウィムズハースト式誘導起電機（ウィムズハーストしきゆうどうきでんき、英:Wimshurst machine）は、円盤を回転させる事で静電気を発生させる誘導型の静電発電機。英国の発明家ジェイムズ・ウィムズハーストによって1880年から1883年にかけて開発された。
垂直に設置された互いに逆回転する2枚の大型円盤、金属ブラシを付けた2本の金属棒、火花の発生する隙間 (Spark gap) を空けた2個の金属球、という独特の外観をしている。

## 概要

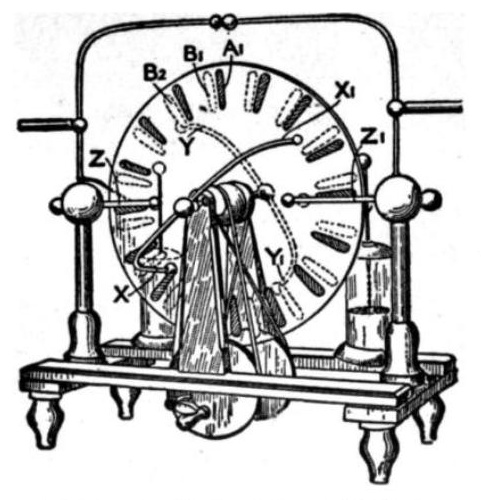
20世紀初頭の工学冊子に掲載された、ウィムズハースト式誘導起電機の挿絵

この機械は誘導型と呼ばれる静電発電機に属するもので、摩擦に頼ることなく静電誘導によって電荷を分離する。このタイプの初期機械は、ヴィルヘルム・ホルツ(1865,1867)、アウグスト・トープラー(1865)、J・ロバート・ヴォス(1880)らによって開発された。昔の機械は効率が悪く、予期不能な極性の切り替えを起こす傾向があるが、ウィムズハースト式にはどちらの欠陥も存在しない。
ウィムズハースト起電機では、2枚の絶縁円盤が反対方向に回転し、円盤にある多数の金属扇片（右図のA1,B1,B2など）も共に回転しつつ、金属棒で橋渡しされた両端のブラシ箇所（右図のX,X1およびY,Y1。X棒とY棒はねじれの位置で直交している）を通過する。誘導によって生じた電荷の不均衡は、両脇から各円盤に水平に渡された2組のクシ型電極（右図のZ,Z1）によって取り込まれる。これら集電器具は絶縁支持体に取り付けられており、出力端子と繋がっている。正のフィードバックが蓄積電荷を指数関数的に増加させ、空気の絶縁破壊電圧に達すると電気火花 (electric spark)  が金属球の隙間を飛ぶ。

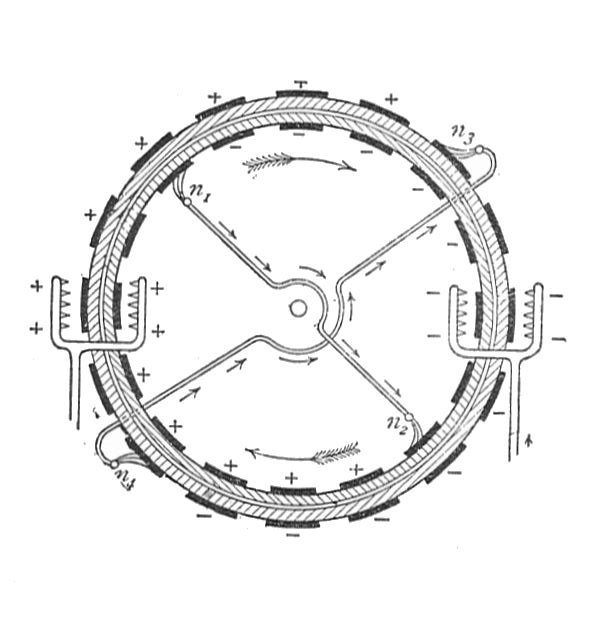
ウィムズハースト式誘導起電機の模式図。n1-n4がブラシ。左右の両端にあるギザギザがクシ型電極

理論上この機械は自己起動ではなく、仮に円盤にあるどの扇片も電荷を有していなければ、他の扇片に電荷を誘導するものが一切存在しないことになる。実際には、空間内に自然に存在する僅かな残留電荷であっても「タネ」となるには十分で、円盤を回転させれば発電プロセスは開始する。この機械は乾燥した空気中でのみ満足に作動する。電場に対抗して円盤を回すには何らかの力学的な動力が必要であり、機械が火花の電力へと変換するのがこのエネルギーである。ウィムズハースト起電機の定常状態出力は直流電流であり、その大きさは金属扇片で覆われた部分の面積、回転速度、および初期電荷分布の複雑な関数に比例する。絶縁の程度と機械の規模が到達しうる最大出力電圧を決定する。蓄電される火花のエネルギーは、2つあるライデン瓶（高電圧に適した初期型のコンデンサ）を追加することにより増やすことが可能で、この瓶内側の金属板が起電機の（クシ型電極から伸びる）出力端子とそれぞれ繋がっている。典型的なウィムズハースト式誘導起電機は、円盤直径の約1/3の長さの火花（数十マイクロアンペア程度）を生み出すことが可能である。
ウィムズハースト式誘導起電機は19世紀の物理学研究で使用された。また、1900-1920年には第一世代のクルックスX線管に電力供給するための高電圧を生みだす目的で使われることもあったが、一般的にはホルツ起電機や誘導コイルのほうが使用されていた。現在では、静電気の法則を目の前で披露するために科学博物館や教育現場でのみ使われている。

## 動作原理
互いに逆回転する2枚の絶縁円盤（通常ガラス製）には複数枚の金属扇片が貼り付けられている。この機械には、接地した小型ブラシ4個（機械の各円盤に2個ずつ、導体棒の両端にある）と電荷を取り込むクシ型電極2本が付いている。一般的なウィムズハースト式誘導起電機のブラシを保持する導体棒は各円盤に１本ずつあり、円盤を透かして見た場合は"×"を描くように（ねじれの位置で）直交している。電荷を取り込む2本のクシ型電極は一般的に水平に取り付けられ、両方の円盤の外縁に均等に接触している。このクシ型電極は通常、それぞれ別のライデン瓶と繋がっている。

動作原理のアニメーション。A列とB列は逆回転する2枚の円盤を表したもの。列を動く□が円盤上の扇片で、□の色は扇片の電荷状態（赤が正、緑が負、黒は中性）を表す。X,X1とY,Y1は各円盤にあるブラシ。Zは電荷を取り込むクシ型電極。

円盤2枚のどこかに存在する僅かな電荷でも、この帯電プロセスが始まるには十分である。ここでは円盤Aで正味の電荷が僅かに正だったと仮定して、円盤AとBを互いに逆回転させる。A上の僅かに正（赤）帯電した扇片がX1の左位置だったとすると、その電場のために隣の円盤BのブラシY位置にある扇片が誘導されて負（緑）に帯電する。ブラシを保持する導体棒（Y-Y1を結ぶ直線）を通じて静電誘導が起き、遠方のブラシY1（実際の円盤では180度反対の位置にある）と接する扇片に正の電荷が誘導される。さらに45°回転すると、クシ電極Z付近に来た円盤A上の正電荷は、円盤B上の正電荷がクシ電極Z付近に近づくことによって（正同士の）反発を受ける。そこに設置されたクシ型電極（Zの矢印端部）が、双方の正電荷を取り込んで扇片を電気的中性に戻す（□が黒になる）と共に、その正電荷をライデン瓶のアノード（赤い三角形）に蓄電していく。
続いて円盤Bに着目する。Bが90°回転すると、先ほどB上（のY1とY位置）に誘導された2つの電荷が隣の円盤Aのブラシ位置[X,X1]と重なる。この電場によってB上の電荷が円盤Aに2つの電荷（X1に正、Xに負）を誘導する。円盤Bが回転し続けると、Bにあった電荷は直近のクシ型電極によって取り込まれて蓄電される。この時、正（赤）の電荷は電極Zからライデン瓶のアノードへ蓄電され、負（緑）の電荷はもう一方のクシ型電極から別のライデン瓶のカソード（緑の三角形）に蓄電される。
ここで再び円盤Aに着目する。Aが90°回転すれば、先ほどA上（のX1とX位置）に誘導された2つの電荷もまた円盤Bのブラシ位置[Y,Y1]と重なって、円盤B上に同様の誘導を起こす。
Aの分極電荷がBの分極を誘導して、Bの分極電荷もまたAの分極を誘導する、というプロセスが繰り返される。扇片が誘導する電荷は導体棒の有限な電気容量とつり合うまで指数関数的に増大していく。これらの誘導された正と負の電荷は全て、各々のライデン瓶へとクシ型電極によって取り込まれていく。やがてライデン瓶の放電で火花（黄色のジグザグ）が発生した時、両円盤をめぐる帯電のサイクルが完了する。
対向する扇片に誘起された正負の電荷を引き離すのに必要な力学的エネルギーが、電気出力のエネルギー源となっている。